# 日立市立坂本東小学校
日立市立坂本東小学校（ひたちしりつさかもとひがししょうがっこう）は、茨城県日立市にある公立小学校。

## 概要
東小沢小学校と坂本小学校が統合して2024年4月に開校した。

## 沿革

### 年表
- 2022年6月14日 - 東小沢小学校・坂本小学校統合準備委員会が発足[5]。
- 2023年
  - 4月26日 - 統合準備委員会が新校名に「日立市立坂本東小学校」を選定[5]。
  - 9月14日 - 「日立市立学校設置条例」の一部改正について、日立市議会で可決[6]。
- 2024年
  - 校歌・校章が完成[5]。
  - 3月21日 - 東小沢小学校・坂本小学校の閉校式が挙行される[5]。
  - 3月31日 - 東小沢小学校・坂本小学校が廃校となる[7]。
  - 4月1日 - 開校[7]。
  - 4月8日 - 開校式が挙行される[8][9]。

## 通学区域
（出典：）
- 日立市石名坂町
  - 旧地番
  - 1丁目1番（5号・30号以降除く）、2番 - 53番
  - 2丁目
- 日立市大和田町
- 日立市神田町
- 日立市久慈町
  - 5丁目（44番1 - 5号、49 - 51番を除く）
  - 6丁目29番（4号 - 8号）、36番、37番
  - 7丁目1番1号・6号 - 8号、5番3号 - 6号
- 日立市下土木内町
- 日立市留町
- 日立市南高野町
  - 1丁目
  - 2丁目1番 - 9番（3号 - 8号）、10番 - 23番
  - 3丁目1番 - 4番（13号）、5番 - 22番
- 日立市茂宮町

## 進学先中学校
- 日立市立松風中学校

## 学区内の主な施設
- 日立市役所南部支所
- 南高野学校給食共同調理場
- 久慈川日立南交流センター